# Тампіко Мадеро
Футбольний клуб «Тампіко Мадеро» або просто «Тампіко Мадеро» (ісп. Tampico Madero Fútbol Club) — професіональний мексиканський футбольний клуб з міста Тампіко у штаті Тамауліпас. Виступає в Лізі де Експансьйон, другому дивізіоні чемпіонату Мексики. Один з найстаріших клубів чемпіонату, заснований 8 липня 1945 року під назвою «Клуб Депортіво Тампіка». Один з найуспішніших клубів у перші роки існування мексиканського Прімера Дивізіону (чемпіон у сезоні 1952/53 років). Володар кубку Мексики 1960 та 1961 років. На початку 1960-х років вилетів у Сегунда Дивізіон, де виступав протягом 1970-х років. У 1977 році керівництво клубу викупило ліцензію на участь у першому дивізіоні чемпіонату Мексики в клубу «Атлетіко Потосіно». В еліті мексиканського футболу виступав у 1980-х, а на початку 1990-х років понизився в класі й більше ніколи не грав у Прімера Дивізіоні.

## Досягнення
- Прімера Дивізіон
  -  Чемпіон (1): 1952/53
  -  Срібний призер (2): 1985 (Проде), 1986 (Мехіко)

- Кубок Мексики
  -  Володар (1): 1960/61
  -  Фіналіст (2): 1959/60, 1961/62

- Чемпіон чемпіонів
  -  Володар (1): 1961

- Сегунда Дивізіон
  -  Чемпіон (2): 1958/59, 1993/94, 2016
  -  Срібний призер (1): 2010

## Відомі гравці
До списку потрапили футболісти, про яких існує стаття в українській вікіпедії
- Омар Арельяно
- Бенхамін Галіндо
- Франсіско Кастрехон
- Серхіо Ліра
- Армандо Мансо
- Хоакін дель Ольмо
- Хаїр Перейра
- Маріо Перес Гуадаррама
- Пілар Реєс
- Карлос Септьєн
- Маріо Альберто Трехо
- Луїс Рікардо Реєс
- Роберто Освальдо Діас
- Леопольдо Луке
- Карлос Моралес Сантос
- Маурісіо С'єнфуегос
- Мішель Пансе